# Estado mixto afectivo
Un estado afectivo mixto, anteriormente conocido como episodio mixto o episodio mixto-maníaco, se define como un estado en el que las características y síntomas propios tanto de la depresión como de la (hipo)manía —incluyendo episodios de angustia, desesperación, dudas sobre uno mismo, rabia, impulsividad excesiva, ideación suicida, sobrecarga sensorial, pensamientos acelerados, irritabilidad aumentada, disminución de la "necesidad" de dormir y otros síntomas de estados depresivos y maníacos— ocurren simultáneamente o en rápida sucesión.
En la nomenclatura del Manual Diagnóstico y Estadístico de los Trastornos Mentales, quinta edición (DSM-5), un "episodio mixto" ya no se considera un episodio de enfermedad por sí mismo; en cambio, el especificador de sintomatología "con características mixtas" puede aplicarse a cualquier episodio afectivo importante (maníaco, hipomaníaco o depresivo), lo que significa que ahora también se reconoce oficialmente en pacientes con trastorno bipolar II y, por convención, con trastorno depresivo mayor.

## Criterios diagnósticos
Anteriormente, los criterios diagnósticos para un episodio tanto maníaco como depresivo debían cumplirse de manera consistente y sostenida, con síntomas que duraran al menos una semana (o cualquier duración si se requería hospitalización psiquiátrica), lo que restringía el reconocimiento oficial de los estados afectivos mixtos a solo una minoría de pacientes con trastorno bipolar I.
Según lo establecido por el Manual Diagnóstico y Estadístico de los Trastornos Mentales, quinta edición (DSM-5), el especificador de sintomatología "con características mixtas" puede aplicarse a episodios maníacos de trastorno bipolar I, episodios hipomaníacos de trastorno bipolar I o trastorno bipolar II y episodios depresivos de trastorno bipolar o trastorno depresivo mayor, con al menos tres características concurrentes de la polaridad opuesta presentes. Como resultado, la presencia de "características mixtas" ahora se reconoce en pacientes con trastorno bipolar II y depresión mayor; como se señaló anteriormente, aunque es habitual no diagnosticar un trastorno bipolar hasta que aparece un episodio maníaco o hipomaníaco, la presencia de dichas características en un paciente deprimido, incluso sin antecedentes de manía o hipomanía discretas, es fuertemente sugestiva del trastorno. Un estado mixto depresivo en un paciente, incluso en ausencia de períodos discretos de manía o hipomanía, descarta efectivamente la depresión unipolar.
Sin embargo, la definición más estrecha del DSM-5 de episodios mixtos puede resultar en que menos pacientes cumplan con los criterios mixtos en comparación con el DSM-IV. En 2017, Tohen abogó por introducir cambios desde un enfoque actualmente fenomenológico a uno orientado a objetivos en los criterios de estado de ánimo mixto del DSM-5 para lograr una atención médica más personalizada.
Dos características de la manía o hipomanía y la depresión pueden superponerse superficialmente e incluso parecerse entre sí, a saber, "un aumento en la actividad dirigida a objetivos" (aceleración psicomotora) frente a agitación psicomotora y "fuga de ideas" y "pensamientos acelerados" frente a rumiación depresiva. Es muy importante prestar atención a las experiencias del paciente. En la agitación psicomotora comúnmente vista en la depresión, la "energía nerviosa" siempre está eclipsada por una fuerte sensación de agotamiento y se manifiesta como movimientos sin propósito (por ejemplo, caminar de un lado a otro, retorcerse las manos); en la aceleración psicomotora, sin embargo, el exceso de movimiento proviene de una abundancia de energía y a menudo es canalizado y tiene un propósito. Asimismo, en la rumiación depresiva, el paciente experimenta los pensamientos repetitivos como pesados, lentos y laboriosos; en la aceleración psíquica, sin embargo (como se ve en la manía o hipomanía), los pensamientos se mueven en una progresión rápida con muchos temas tocados, en lugar de uno solo.
También puede haber labilidad emocional, una consecuencia habitual de la hipomanía y la manía, pero generalmente no de la depresión, a menos que sea causada por el trastorno límite de la personalidad o simplemente por labilidad emocional en sí misma, con o sin trastorno. Puede ser de naturaleza eufórica o disfórica. Estos episodios son extremos. La labilidad puede no estar justificada en un episodio depresivo (si es de naturaleza eufórica) y puede presentarse de cuatro maneras: ira, ansiedad, felicidad y excitación extrema. Las personas con labilidad emocional pueden parecer haber desarrollado repentinamente problemas de ira o un trastorno de ansiedad; pueden parecer reaccionar de manera exagerada en muchas o la mayoría de las situaciones; pueden pasar de estar deprimidos a estar rápidamente "curados" o maníacos en solo unas pocas horas. Los episodios de cambio repentino de humor deben ocurrir en una situación que promueva los sentimientos de ira, ansiedad, felicidad o excitación. También puede haber una toma de decisiones inapropiada e impulsiva, que puede tener consecuencias graves, que cambian la vida o incluso mortales (como comer en exceso, discusiones excesivas y un mayor riesgo de suicidio).
La irritabilidad también puede estar presente en los estados afectivos mixtos. Aunque la irritabilidad está presente en todos los trastornos afectivos, en la depresión suele ser más sutil. En los episodios mixtos, la irritabilidad es intensa y fácilmente noticeable. Incluso cuando tales experiencias se explican en base a la depresión, sigue existiendo la posibilidad de que el episodio depresivo esté complicado por otros síntomas maníacos o hipomaníacos, en cuyo caso a menudo es prudente prestar atención a la historia personal y la historia familiar del paciente (por ejemplo, antecedentes familiares de trastorno bipolar, inicio a una edad temprana) para determinar si el paciente tiene o no trastorno bipolar.

## Tratamiento
El tratamiento de los estados mixtos se basa típicamente en la administración de medicación estabilizadora del ánimo, que puede incluir anticonvulsivos como ácido valproico y lamotrigina; antipsicóticos atípicos como quetiapina, olanzapina, aripiprazol y ziprasidona; o antipsicóticos de primera generación como haloperidol. Hay dudas sobre la eficacia del litio para el tratamiento de estados mixtos debido a conclusiones contradictorias extraídas de varios ensayos e investigaciones. Los estabilizadores del ánimo trabajan para reducir los síntomas maníacos asociados con el estado mixto, pero no se consideran particularmente efectivos para mejorar los síntomas depresivos concurrentes.